# Август Ґаіліт
Август Ґаіліт (ест. August Gailit; *9 січня 1891, Санґасте — †5 листопада 1960, Еребру) — естонський письменник.
Народився 9 січня 1891 року в Квіксиллі, неподалік садиби Сангасте, в сім'ї тесляра і виріс на фермі в Laatre (нині Tolle).
З 1899 року навчався у церковно-парафіяльній та міській школі у Валзі, протягом 1905—1907 років у міській школі Юр'єва.
Протягом 1911—1914 років працював журналістом у Латвії, потім з 1916 по 1918 в Естонії. Брав участь в Естонській війні за незалежність як військовий кореспондент.
З 1922 по 1924 рік жив у Німеччині, Франції та Італії. Після цього він працював позаштатним письменником у Тарту та в Таллінні.
З 1932 по 1934 був директором театру «Ванемуйне» в Тарту. У 1932 році одружився з акторкою Elvi Vaher-Nander (1898—1981), від якої народилася дочка Aili-Viktooria в 1933 році.
У вересні 1944 року переїхав із сім'єю до Швеції, де працював як письменник. Вони оселилися у садибі Ormesta поблизу Еребру.
Там і помер 5 листопада 1960 року на 70-річному житті і був похований на Північному цвинтарі міста Еребру.
Увійшов до складеного за результатами письмового та онлайн-голосування списку 100 великих діячів Естонії XX століття (1999) [2].